# Ptenochirus
Ptenochirus là một chi động vật có vú trong họ Dơi quạ, bộ Dơi. Chi này được Peters miêu tả năm 1861. Loài điển hình của chi này là Pachysoma (Ptenochirus) jagori Peters, 1861.

## Các loài
Chi này gồm các loài: